# هشتمین جشن سینمای ایران
هشتمین دوره جشن خانه سینمای ایران شهریور ماه ۱۳۸۳ در تالار وحدت برگزار شد. که حوادثی را در پی داشت.

## حواشی
پس از نوشتن مقاله‌ای در کیهان توسط محمدتقی فهیم در نقد نحوه‌ی برگزاری هشتمین جشن خانه سینما هیئت مدیره خانه سینما و ابولحسن داوودی رئیس هیئت مدیره‌ی این خانه بازداشت شدند که منجر به سکته‌ی قلبی داوودی شد و و به بیمارستان منتقل شد. با حمایت جمعی از سینماگران پس از چند روز همه‌ی بازداشت‌شدگان آزاد شدند.

## تعداد نامزدها و برنده‌ها
فیلمهایی که در چند رشته کاندیدای دریافت تندیس بودند:
| شهر زیبا                             | ۱۰ |
| مهمان مامان                          | ۱۰ |
| اشک سرما                             | ۸  |
| بوتیک                                | ۶  |
| شمعی در باد                          | ۵  |
| قدمگاه                               | ۵  |
| مزرعه پدری                           | ۵  |
| لاک‌پشت‌ها هم پرواز می‌کنند             | ۴  |
| روایت سه‌گانه (اپیزود سوم، ننه‌گیلانه) | ۳  |
| رسم عاشق‌کشی                          | ۳  |

فیلمهایی که موفق به دریافت چند تندیس شدند:
| لاک‌پشت‌ها هم پرواز می‌کنند | ۳ |
| مزرعه پدری               | ۳ |
| مهمان مامان              | ۲ |
| اشک سرما                 | ۲ |

## جوایز[۲][۳]
| تندیس بهترين فيلم - ایرج تقی‌پور – شهر زیبا - مرتضی شایسته – سربازهای جمعه - منوچهر محمدی – مارمولک - داریوش مهرجویی – مهمان مامان - مرتضی شایسته – هم‌نفس                                                                        | تندیس بهترين کارگردانی - بهمن قبادی – لاک‌پشت‌ها هم پرواز می‌کنند - عزیزالله حمیدنژاد – اشک سرما - حمید نعمت‌الله – بوتیک - اصغر فرهادی – شهر زیبا - داریوش مهرجویی – مهمان مامان                                        |
| تندیس بهترين بازیگر زن - گلشیفته فراهانی – اشک سرما - گلشیفته فراهانی – بوتیک - فاطمه معتمدآریا – روایت سه‌گانه (اپیزود سوم، ننه‌گیلانه) - ترانه علیدوستی – شهر زیبا - گلاب آدینه – مهمان مامان                                   | تندیس بهترين بازیگر مرد - پرویز پرستویی – مارمولک - پارسا پیروزفر – اشک سرما - بهرام رادان – شمعی در باد - بابک انصاری – شهر زیبا - حسن پورشیرازی – مهمان مامان                                                      |
| تندیس بهترين بازیگر زن نقش مکمل - مریلا زارعی – سربازهای جمعه - افسانه چهره‌آزاد – بوتیک - آهو خردمند – شهر زیبا - فریده سپاه‌منصور – مهمان مامان - نسرین مقانلو – مهمان مامان                                                    | تندیس بهترين بازیگر مرد نقش مکمل - پارسا پیروزفر – مهمان مامان - رضا رویگری – بوتیک - حامد بهداد – بوتیک - شهاب حسینی – شمعی در باد - فرامرز قریبیان – شهر زیبا                                                      |
| تندیس بهترين فیلمنامه - محمد رضایی‌راد – قدمگاه - عزیزالله حمیدنژاد – اشک سرما - اصغر فرهادی – شهر زیبا - بهمن قبادی – لاک‌پشت‌ها هم پرواز می‌کنند - خسرو معصومی – رسم عاشق‌کشی                                                      | تندیس بهترين موسیقی متن - سعید انصاری – اشک سرما - کارن همایون‌فر – سیزده گربه روی شیروانی - ناصر چشم‌آذر – شمعی در باد - مجید انتظامی – عروس افغان - محمدرضا علیقلی – قدمگاه                                          |
| تندیس بهترين فيلمبرداری - شهریار اسدی – لاک‌پشت‌ها هم پرواز می‌کنند - علی لقمانی – شهر زیبا - فرشاد بشیرزاده – عاشق مترسک - رسول احدی – مزرعه پدری - محمد آلادپوش – گاوخونی                                                        | تندیس بهترين تدوین - بهرام دهقان – مزرعه پدری - هایده صفی‌یاری – اشک سرما - محمدرضا مویینی – بوتیک - داوود یوسفیان – روایت سه‌گانه (اپیزود سوم، ننه‌گیلانه) - حسن حسن‌دوست – رسم عاشق‌کشی                                 |
| تندیس بهترين چهره‌پردازی - مهرداد میرکیانی – روایت سه‌گانه (اپیزود سوم، ننه‌گیلانه) - فرهنگ معیری – اشک سرما - عبدالله اسکندری – تارا و تب توت‌فرنگی - مهری شیرازی، نوید فرح‌مرزی – شمعی در باد - محسن ملکی – عاشق مترسک             | تندیس بهترین طراحی هنری - محسن شاه‌ابراهیمی – مهمان مامان - خسرو خورشیدی – تب - کیوان مقدم – شهر زیبا - ژیلا مهرجویی – صبحانه‌ای برای دونفر - سیامک احصایی – قدمگاه                                                    |
| تندیس بهترین صدابرداری - بهمن بنی‌اردلان – لاک‌پشت‌ها هم پرواز می‌کنند - نظام‌الدین کیایی – شمعی در باد - حسن زاهدی – شهر زیبا - عباس رستگارپور – قدمگاه - جهانگیر میرشکاری، امین میرشکاری، مازیار شیخ‌محبوبی – مهمان مامان           | تندیس بهترین صداگذاری و میکس - محمدرضا دلپاک – رسم عاشق‌کشی - امیرحسین قاسمی – پروانه‌ای در باد - محسن روشن – قدمگاه - گشتاسب آریانا – مزرعه پدری - جهانگیر میرشکاری، حسین ابوالصدق – مهمان مامان                      |
| تندیس بهترین جلوه‌های ویژه بصری - محمدرضا شرف‌الدین – مزرعه پدری - عباس شوقی – اشک سرما - اصغر پورهاجریان – پروانه‌ای در باد - امیررضا معتمدی – سیزده گربه روی شیروانی - داوود رسولیان، علیرضا زرین‌دست، نجف فتاحی – ملاقات با طوطی | تندیس بهترین فیلم کوتاه داستانی - جواد امامی – روایت مرگ نازلی از زبان جن‌گیر عاشق - کاظم ملایی – اکبر تو رو خدا پیش از من نمیر! - پيمان ماندگار – كولاك - الهام حسين زاده – همسفر خاموش - اشكان احمدي – آدمهاي دورند |
| تندیس بهترین عکس فیلم - امیر عابدی – مزرعه پدری | تندیس بهترین فیلم مستند - مجتبی میرطهماسب – ساز مخالف |
| تندیس بهترین فیلم انیمیشن - وحید نصیریان – حفره | تندیس افتخار خانه سینما - مسعود کیمیایی - شهلا ریاحی - فؤاد نور - حسین شمسی |